# Danh sách cầu thủ tham dự giải vô địch bóng đá U-17 châu Âu 2018
Dưới đây là danh sách đội hình các đội bóng tham dự Giải vô địch bóng đá U-17 châu Âu 2018 ở Anh. Mỗi đội tuyển phải đăng ký đội hình 20 cầu thủ sinh trong hoặc sau ngày 1 tháng 1 năm 2001.

## Bảng A

### Anh
Anh công bố đội hình vào ngày 3 tháng 5 năm 2018.
Huấn luyện viên: Steve Cooper
| 0#0 | Vị trí | Cầu thủ               | Ngày sinh và tuổi           | Câu lạc bộ           |
| --- | ------ | --------------------- | --------------------------- | -------------------- |
| 1   | TM     | Luca Ashby-Hammond    | 25 tháng 3, 2001 (17 tuổi)  | Fulham               |
| 2   | HV     | Dylan Crowe           | 13 tháng 4, 2001 (17 tuổi)  | Ipswich Town         |
| 3   | HV     | Nathanael Ogbeta      | 18 tháng 4, 2001 (17 tuổi)  | Manchester City      |
| 4   | TV     | Jimmy Garner          | 13 tháng 3, 2001 (17 tuổi)  | Manchester United    |
| 5   | HV     | Ethan Laird           | 5 tháng 8, 2001 (16 tuổi)   | Manchester United    |
| 6   | HV     | Ajibola Alese         | 17 tháng 1, 2001 (17 tuổi)  | West Ham United      |
| 7   | TĐ     | Arvin Appiah          | 1 tháng 1, 2001 (17 tuổi)   | Nottingham Forest    |
| 8   | TV     | Tommy Doyle           | 17 tháng 10, 2001 (16 tuổi) | Manchester City      |
| 9   | TĐ     | Tyreece John-Jules    | 14 tháng 2, 2001 (17 tuổi)  | Arsenal              |
| 10  | TV     | Faustino Anjorin      | 23 tháng 11, 2001 (16 tuổi) | Chelsea              |
| 11  | TĐ     | Xavier Amaechi        | 5 tháng 1, 2001 (17 tuổi)   | Arsenal              |
| 12  | HV     | Vontae Daley-Campbell | 2 tháng 4, 2001 (17 tuổi)   | Arsenal              |
| 13  | TM     | Marcus Dewhurst       | 20 tháng 3, 2001 (17 tuổi)  | Sheffield United     |
| 14  | TV     | Elijah Dixon-Bonner   | 1 tháng 1, 2001 (17 tuổi)   | Liverpool            |
| 15  | TĐ     | Bobby Duncan          | 25 tháng 6, 2001 (16 tuổi)  | Unattached           |
| 16  | TĐ     | Rayhaan Tulloch       | 20 tháng 1, 2001 (17 tuổi)  | West Bromwich Albion |
| 17  | HV     | Bukayo Saka           | 5 tháng 9, 2001 (16 tuổi)   | Arsenal              |
| 18  | TV     | Trae Coyle            | 11 tháng 1, 2001 (17 tuổi)  | Arsenal              |
| 19  | TV     | Matty Daly            | 10 tháng 3, 2001 (17 tuổi)  | Huddersfield Town    |
| 20  | TĐ     | Folarin Balogun       | 3 tháng 7, 2001 (16 tuổi)   | Arsenal              |

### Thụy Sĩ
Thụy Sĩ công bố đội hình vào ngày 26 tháng 4 năm 2018.
Huấn luyện viên: Stefan Marini
| 0#0 | Vị trí | Cầu thủ             | Ngày sinh và tuổi           | Câu lạc bộ       |
| --- | ------ | ------------------- | --------------------------- | ---------------- |
| 1   | TM     | Lucio Soldini       | 5 tháng 4, 2001 (17 tuổi)   | Team Ticino      |
| 2   | HV     | Gianluca Romano     | 12 tháng 6, 2001 (16 tuổi)  | Young Boys       |
| 3   | HV     | Fabio Solimando     | 27 tháng 12, 2001 (16 tuổi) | St. Gallen       |
| 4   | HV     | Ilan Sauter         | 6 tháng 2, 2001 (17 tuổi)   | FC Zürich        |
| 5   | HV     | Becir Omeragic      | 20 tháng 1, 2002 (16 tuổi)  | Servette         |
| 6   | TV     | Drilon Kastrati     | 23 tháng 10, 2001 (16 tuổi) | Grasshopper Club |
| 7   | TV     | Tician Tushi        | 2 tháng 4, 2001 (17 tuổi)   | Basel            |
| 8   | TV     | Alexandre Jankewitz | 25 tháng 12, 2001 (16 tuổi) | Servette         |
| 9   | TĐ     | Julian Vonmoos      | 1 tháng 4, 2001 (17 tuổi)   | Grasshopper Club |
| 10  | TV     | Bledian Krasniqi    | 17 tháng 6, 2001 (16 tuổi)  | FC Zürich        |
| 11  | TĐ     | Felix Mambimbi      | 18 tháng 1, 2001 (17 tuổi)  | Young Boys       |
| 12  | TM     | Nils De Mol         | 3 tháng 5, 2001 (17 tuổi)   | Basel            |
| 13  | HV     | Jan Wörnhard        | 23 tháng 4, 2001 (17 tuổi)  | St. Gallen       |
| 14  | TV     | Simon Sohm          | 11 tháng 4, 2001 (17 tuổi)  | FC Zürich        |
| 15  | HV     | David Jacovic       | 5 tháng 2, 2001 (17 tuổi)   | St. Gallen       |
| 16  | HV     | Elias Mesonero      | 27 tháng 3, 2001 (17 tuổi)  | Grasshopper Club |
| 17  | TV     | Fabian Rieder       | 16 tháng 2, 2002 (16 tuổi)  | Young Boys       |
| 18  | TĐ     | Uros Vasic          | 25 tháng 10, 2001 (16 tuổi) | FC Thun          |
| 19  | HV     | Christian Witzig    | 9 tháng 1, 2001 (17 tuổi)   | St. Gallen       |
| 20  | TĐ     | Ruwen Werthmüller   | 28 tháng 1, 2001 (17 tuổi)  | Hertha BSC       |

### Ý
Ý công bố đội hình vào ngày 1 tháng 5 năm 2018.
Huấn luyện viên: Carmine Nunziata
| 0#0 | Vị trí | Cầu thủ               | Ngày sinh và tuổi          | Câu lạc bộ     |
| --- | ------ | --------------------- | -------------------------- | -------------- |
| 1   | TM     | Alessandro Russo      | 31 tháng 3, 2001 (17 tuổi) | Genoa          |
| 2   | HV     | Alberto Barazzetta    | 18 tháng 2, 2001 (17 tuổi) | Milan          |
| 3   | HV     | Giorgio Brogni        | 28 tháng 1, 2001 (17 tuổi) | Atalanta       |
| 4   | TV     | Giuseppe Leone        | 5 tháng 5, 2001 (16 tuổi)  | Juventus       |
| 5   | HV     | Nicolò Armini         | 7 tháng 3, 2001 (17 tuổi)  | Lazio          |
| 6   | HV     | Paolo Gozzi Iweru     | 25 tháng 4, 2001 (17 tuổi) | Juventus       |
| 7   | TV     | Samuele Ricci         | 21 tháng 8, 2001 (16 tuổi) | Empoli         |
| 8   | TV     | Manu Emmanuel Gyabuaa | 21 tháng 9, 2001 (16 tuổi) | Atalanta       |
| 9   | TĐ     | Edoardo Vergani       | 6 tháng 2, 2001 (17 tuổi)  | Internazionale |
| 10  | TV     | Alessio Riccardi      | 3 tháng 4, 2001 (17 tuổi)  | Roma           |
| 11  | TĐ     | Andrea Mattioli       | 9 tháng 9, 2001 (16 tuổi)  | Sassuolo       |
| 12  | TM     | Ludovico Gelmi        | 2 tháng 5, 2001 (17 tuổi)  | Atalanta       |
| 13  | HV     | Fabio Ponsi           | 12 tháng 2, 2001 (17 tuổi) | Fiorentina     |
| 14  | HV     | Stefano Vaghi         | 25 tháng 5, 2001 (16 tuổi) | Internazionale |
| 15  | TV     | Nicolò Rovella        | 4 tháng 12, 2001 (16 tuổi) | Genoa          |
| 16  | TV     | Jean Freddi Greco     | 12 tháng 2, 2001 (17 tuổi) | Roma           |
| 17  | TĐ     | Nicolò Fagioli        | 12 tháng 2, 2001 (17 tuổi) | Juventus       |
| 18  | HV     | Francesco Semeraro    | 1 tháng 5, 2001 (17 tuổi)  | Roma           |
| 19  | TĐ     | Lorenzo Colombo       | 8 tháng 3, 2002 (16 tuổi)  | Milan          |
| 20  | TV     | Alessandro Cortinovis | 25 tháng 1, 2001 (17 tuổi) | Atalanta       |

### Israel
Israel công bố đội hình vào ngày 26 tháng 4 năm 2018.
Huấn luyện viên: Gadi Brumer
| 0#0 | Vị trí | Cầu thủ            | Ngày sinh và tuổi           | Câu lạc bộ          |
| --- | ------ | ------------------ | --------------------------- | ------------------- |
| 1   | TM     | Shareef Keouf      | 25 tháng 6, 2001 (16 tuổi)  | Maccabi Haifa       |
| 2   | HV     | Guy Hakim          | 30 tháng 1, 2001 (17 tuổi)  | Bnei Yehuda         |
| 3   | HV     | Hanan Hen Biton    | 7 tháng 2, 2001 (17 tuổi)   | Maccabi Haifa       |
| 4   | TV     | Dan Lugassy        | 27 tháng 2, 2001 (17 tuổi)  | Maccabi Tel Aviv    |
| 5   | HV     | Rony Laufer        | 18 tháng 2, 2001 (17 tuổi)  | Maccabi Haifa       |
| 6   | TV     | Mohammad Ghadir    | 10 tháng 1, 2001 (17 tuổi)  | Maccabi Haifa       |
| 7   | TV     | Ido Shahar         | 20 tháng 8, 2001 (16 tuổi)  | Maccabi Tel Aviv    |
| 8   | TV     | Omri Ram           | 24 tháng 3, 2001 (17 tuổi)  | Maccabi Tel Aviv    |
| 9   | TĐ     | Liel Abada         | 3 tháng 10, 2001 (16 tuổi)  | Maccabi Petah Tikva |
| 10  | TV     | Ibrahim Jauabra    | 3 tháng 1, 2001 (17 tuổi)   | Maccabi Haifa       |
| 11  | TĐ     | Ofek Ovadia        | 30 tháng 1, 2001 (17 tuổi)  | Hapoel Tel Aviv     |
| 12  | HV     | Tom Achi Mordechay | 9 tháng 5, 2001 (16 tuổi)   | Hapoel Tel Aviv     |
| 13  | TĐ     | Osher Davida       | 18 tháng 2, 2001 (17 tuổi)  | Hapoel Tel Aviv     |
| 14  | TV     | Daniel Tesker      | 28 tháng 9, 2001 (16 tuổi)  | Maccabi Petah Tikva |
| 15  | TV     | Nadav Niddam       | 11 tháng 4, 2001 (17 tuổi)  | Maccabi Tel Aviv    |
| 16  | TV     | Amit Meir          | 1 tháng 7, 2001 (16 tuổi)   | Hapoel Tel Aviv     |
| 17  | TĐ     | Eyal Einbrom       | 3 tháng 9, 2001 (16 tuổi)   | Maccabi Petah Tikva |
| 18  | TM     | Roy Baranes        | 12 tháng 7, 2001 (16 tuổi)  | Hapoel Tel Aviv     |
| 19  | HV     | Nir Drori          | 25 tháng 12, 2001 (16 tuổi) | Ironi Nesher        |
| 20  | TĐ     | Ravve Assayag      | 1 tháng 5, 2001 (17 tuổi)   | Maccabi Tel Aviv    |

## Bảng B

### Slovenia
Slovenia công bố đội hình vào ngày 23 tháng 4 năm 2018.
Huấn luyện viên: Agron Šalja
| 0#0 | Vị trí | Cầu thủ         | Ngày sinh và tuổi           | Câu lạc bộ |
| --- | ------ | --------------- | --------------------------- | ---------- |
| 1   | TM     | Domen Gril      | 10 tháng 6, 2001 (16 tuổi)  | Bravo      |
| 2   | HV     | Matevž Matko    | 9 tháng 10, 2001 (16 tuổi)  | Bravo      |
| 3   | HV     | Mark Španring   | 13 tháng 6, 2001 (16 tuổi)  | Krško      |
| 4   | HV     | Matija Burin    | 25 tháng 3, 2001 (17 tuổi)  | Olimpija   |
| 5   | HV     | Andraž Lipec    | 6 tháng 12, 2001 (16 tuổi)  | Krško      |
| 6   | TV     | Rok Maher       | 20 tháng 7, 2001 (16 tuổi)  | Maribor    |
| 7   | TĐ     | Martin Pečar    | 5 tháng 7, 2002 (15 tuổi)   | Olimpija   |
| 8   | TV     | Jošt Urbančič   | 12 tháng 4, 2001 (17 tuổi)  | Domžale    |
| 9   | TĐ     | Nik Prelec      | 10 tháng 6, 2001 (16 tuổi)  | Sampdoria  |
| 10  | TV     | Tamar Svetlin   | 30 tháng 7, 2001 (16 tuổi)  | Domžale    |
| 11  | TĐ     | Renato Simič    | 17 tháng 5, 2001 (16 tuổi)  | Fiorentina |
| 12  | TM     | Alen Jurca      | 15 tháng 1, 2001 (17 tuổi)  | Maribor    |
| 13  | TV     | Anže Pucihar    | 5 tháng 3, 2001 (17 tuổi)   | Pescara    |
| 14  | TV     | Rok Frešer      | 2 tháng 3, 2001 (17 tuổi)   | Maribor    |
| 15  | TV     | Luka Verbič     | 29 tháng 11, 2001 (16 tuổi) | Maribor    |
| 16  | TV     | Omar Kocar      | 6 tháng 6, 2001 (16 tuổi)   | Rapid Wien |
| 17  | TĐ     | Mirko Mutavčić  | 29 tháng 1, 2001 (17 tuổi)  | Maribor    |
| 18  | TĐ     | Gašper Koritnik | 6 tháng 1, 2001 (17 tuổi)   | Krško      |
| 19  | TĐ     | Nino Kukovec    | 6 tháng 5, 2001 (16 tuổi)   | Fiorentina |
| 20  | TV     | Žiga Repas      | 29 tháng 5, 2001 (16 tuổi)  | Domžale    |

### Na Uy
Na Uy công bố đội hình vào ngày 18 tháng 4 năm 2018.
Huấn luyện viên: Gunnar Halle
| 0#0 | Vị trí | Cầu thủ                    | Ngày sinh và tuổi          | Câu lạc bộ    |
| --- | ------ | -------------------------- | -------------------------- | ------------- |
| 1   | TM     | Jørgen Johnsen             | 19 tháng 4, 2001 (17 tuổi) | Strømsgodset  |
| 2   | HV     | Leo Cornic                 | 2 tháng 1, 2001 (17 tuổi)  | Vålerenga     |
| 3   | HV     | Harald Martin Hauso        | 11 tháng 3, 2001 (17 tuổi) | Vålerenga     |
| 4   | HV     | Helmer Rusten              | 4 tháng 3, 2001 (17 tuổi)  | Stabæk        |
| 5   | TV     | Sander Eng Strand          | 6 tháng 5, 2001 (17 tuổi)  | HamKam        |
| 6   | TV     | Thomas Rekdal              | 16 tháng 3, 2001 (17 tuổi) | Fredrikstad   |
| 7   | TV     | Harald Nilsen Tangen       | 3 tháng 1, 2001 (17 tuổi)  | Viking        |
| 8   | TV     | Kristoffer Askildsen       | 9 tháng 1, 2001 (17 tuổi)  | Stabæk        |
| 9   | TĐ     | Noah Holm                  | 23 tháng 5, 2001 (16 tuổi) | RB Leipzig    |
| 10  | TĐ     | Oscar Aga                  | 6 tháng 1, 2001 (17 tuổi)  | Stabæk        |
| 11  | TĐ     | Kornelius Hansen           | 6 tháng 5, 2001 (17 tuổi)  | Southampton   |
| 12  | TM     | Rasmus Semundseth Sandberg | 23 tháng 4, 2001 (17 tuổi) | Rosenborg     |
| 13  | TV     | Bjørn Mæland               | 24 tháng 2, 2001 (17 tuổi) | Odd           |
| 14  | HV     | Ole Martin Kolskogen       | 20 tháng 1, 2001 (17 tuổi) | Åsane         |
| 15  | TV     | Sander Christiansen        | 29 tháng 4, 2001 (17 tuổi) | Brann         |
| 16  | TV     | Joshua Kitolano            | 3 tháng 8, 2001 (16 tuổi)  | Odd           |
| 17  | TV     | Runar Hauge                | 1 tháng 9, 2001 (16 tuổi)  | Bodø/Glimt    |
| 18  | TV     | Mathias Kjølø              | 27 tháng 6, 2001 (16 tuổi) | PSV Eindhoven |
| 19  | TĐ     | Josef Baccay               | 29 tháng 4, 2001 (17 tuổi) | Lillestrøm    |
| 21  | HV     | Jonathan Lein Valberg      | 15 tháng 1, 2001 (17 tuổi) | Levanger      |

### Bồ Đào Nha
Bồ Đào Nha công bố đội hình vào ngày 1 tháng 5 năm 2018.
Huấn luyện viên: Rui Bento
| 0#0 | Vị trí | Cầu thủ            | Ngày sinh và tuổi          | Câu lạc bộ           |
| --- | ------ | ------------------ | -------------------------- | -------------------- |
| 1   | TM     | João Monteiro      | 7 tháng 5, 2001 (16 tuổi)  | Benfica              |
| 2   | HV     | Tomás Tavares      | 7 tháng 3, 2001 (17 tuổi)  | Benfica              |
| 3   | HV     | Tiago Matos        | 22 tháng 1, 2001 (17 tuổi) | Porto                |
| 4   | HV     | Levi Faustino      | 31 tháng 8, 2001 (16 tuổi) | Porto                |
| 5   | HV     | Rafael Brito       | 19 tháng 1, 2002 (16 tuổi) | Benfica              |
| 6   | TV     | Henrique Jocú      | 9 tháng 9, 2001 (16 tuổi)  | Benfica              |
| 7   | TĐ     | Úmaro Embaló       | 6 tháng 5, 2001 (16 tuổi)  | Benfica              |
| 8   | TV     | Nuno Cunha         | 11 tháng 1, 2001 (17 tuổi) | Benfica              |
| 9   | TV     | Eduardo Ribeiro    | 14 tháng 1, 2001 (17 tuổi) | Braga                |
| 10  | TV     | Rodrigo Valente    | 15 tháng 2, 2001 (17 tuổi) | Porto                |
| 11  | TĐ     | Jair Tavares       | 13 tháng 2, 2001 (17 tuổi) | Benfica              |
| 12  | TM     | Gonçalo Tabuaço    | 11 tháng 3, 2001 (17 tuổi) | Vitória de Guimarães |
| 13  | HV     | Francisco Saldanha | 19 tháng 3, 2001 (17 tuổi) | Benfica              |
| 14  | HV     | João Ferreira      | 22 tháng 3, 2001 (17 tuổi) | Benfica              |
| 15  | TV     | Bernardo Silva     | 31 tháng 5, 2001 (16 tuổi) | Benfica              |
| 16  | TĐ     | Félix Correia      | 22 tháng 1, 2001 (17 tuổi) | Sporting CP          |
| 17  | TĐ     | Henrique Pereira   | 15 tháng 2, 2002 (16 tuổi) | Benfica              |
| 18  | TV     | Rodrigo Fernandes  | 23 tháng 3, 2001 (17 tuổi) | Sporting CP          |
| 19  | TĐ     | Fábio Silva        | 19 tháng 7, 2002 (15 tuổi) | Porto                |
| 20  | TV     | Gonçalo Ramos      | 20 tháng 6, 2001 (16 tuổi) | Benfica              |

### Thụy Điển
Thụy Điển công bố đội hình vào ngày 17 tháng 4 năm 2018.
Huấn luyện viên: Roger Franzén
| 0#0 | Vị trí | Cầu thủ                | Ngày sinh và tuổi           | Câu lạc bộ        |
| --- | ------ | ---------------------- | --------------------------- | ----------------- |
| 1   | TM     | Simon Andersson        | 15 tháng 1, 2001 (17 tuổi)  | HBK               |
| 2   | HV     | Isac Larsson           | 1 tháng 2, 2001 (17 tuổi)   | HBK               |
| 3   | HV     | Adam Ben Lamin         | 2 tháng 6, 2001 (16 tuổi)   | Vasalunds IF      |
| 4   | HV     | Helmer Andersson       | 8 tháng 9, 2001 (16 tuổi)   | OSK               |
| 5   | HV     | Hampus Svensson        | 23 tháng 5, 2001 (16 tuổi)  | Kalmar            |
| 6   | HV     | Teodor Stenshagen      | 11 tháng 2, 2001 (17 tuổi)  | Sundsvall         |
| 7   | TV     | Fredrik Hammar         | 26 tháng 2, 2001 (17 tuổi)  | IF Brommapojkarna |
| 8   | TV     | Kevin Ackermann        | 24 tháng 5, 2001 (16 tuổi)  | Häcken            |
| 9   | TĐ     | Alex Timossi Andersson | 19 tháng 1, 2001 (17 tuổi)  | Helsingborg       |
| 10  | TV     | Manasse Kusu           | 22 tháng 12, 2001 (16 tuổi) | Norrköping        |
| 11  | TĐ     | Jack Lahne             | 24 tháng 10, 2001 (16 tuổi) | IF Brommapojkarna |
| 12  | TM     | Kristoffer Westerberg  | 25 tháng 4, 2001 (17 tuổi)  | IF Brommapojkarna |
| 13  | TV     | Amel Mujanic           | 1 tháng 4, 2001 (17 tuổi)   | MFF               |
| 14  | HV     | Rasmus Wikström        | 18 tháng 3, 2001 (17 tuổi)  | Göteborg          |
| 15  | TV     | Sylvin Ilolo           | 6 tháng 6, 2001 (16 tuổi)   | IK Sirius         |
| 16  | TĐ     | Benjamin Nygren        | 8 tháng 7, 2001 (16 tuổi)   | Göteborg          |
| 17  | TV     | Noah Alexandersson     | 30 tháng 9, 2001 (16 tuổi)  | Göteborg          |
| 18  | TĐ     | Julian Larsson         | 21 tháng 4, 2001 (17 tuổi)  | AIK               |
| 19  | TV     | Victor Backman         | 16 tháng 3, 2001 (17 tuổi)  | Kalmar            |
| 20  | HV     | Samuel Olsson          | 13 tháng 5, 2001 (16 tuổi)  | Göteborg          |

## Bảng C

### Cộng hòa Ireland
Cộng hòa Ireland công bố đội hình vào ngày 4 tháng 5 năm 2018.
Huấn luyện viên: Colin O'Brien
| 0#0 | Vị trí | Cầu thủ                  | Ngày sinh và tuổi          | Câu lạc bộ          |
| --- | ------ | ------------------------ | -------------------------- | ------------------- |
| 1   | TM     | Kian Clarke              | 9 tháng 5, 2001 (16 tuổi)  | Shamrock Rovers     |
| 2   | HV     | Max Murphy               | 2 tháng 6, 2001 (16 tuổi)  | Stoke City          |
| 3   | HV     | Kameron Ledwidge         | 7 tháng 4, 2001 (17 tuổi)  | Southampton         |
| 4   | HV     | Oisin McEntee            | 5 tháng 1, 2001 (17 tuổi)  | Newcastle United    |
| 5   | HV     | Nathan Collins (captain) | 30 tháng 4, 2001 (17 tuổi) | Stoke City          |
| 6   | TV     | Jason Knight             | 13 tháng 2, 2001 (17 tuổi) | Derby County        |
| 7   | TV     | Callum Thompson          | 20 tháng 4, 2001 (17 tuổi) | Wolves              |
| 8   | TV     | Barry Coffey             | 27 tháng 3, 2001 (17 tuổi) | Celtic              |
| 9   | TĐ     | Adam Idah                | 11 tháng 2, 2001 (17 tuổi) | Norwich City        |
| 10  | TĐ     | Troy Parrott             | 4 tháng 2, 2002 (16 tuổi)  | Tottenham Hotspur   |
| 11  | TV     | Sean Brennan             | 5 tháng 7, 2001 (16 tuổi)  | Southampton         |
| 12  | TV     | Marc Walsh               | 15 tháng 3, 2001 (17 tuổi) | Swansea City        |
| 13  | HV     | Ray O'Sullivan           | 3 tháng 7, 2001 (16 tuổi)  | Wolves              |
| 14  | TV     | Adam O'Reilly            | 11 tháng 5, 2001 (16 tuổi) | Preston North End   |
| 15  | TĐ     | Jordan McEneff           | 8 tháng 1, 2001 (17 tuổi)  | Arsenal             |
| 16  | TM     | Jimmy Corcoran           | 1 tháng 2, 2002 (16 tuổi)  | Cherry Orchard      |
| 17  | TĐ     | Tyriek Wright            | 22 tháng 9, 2001 (16 tuổi) | Aston Villa         |
| 18  | HV     | Luca Connell             | 20 tháng 4, 2001 (17 tuổi) | Bolton Wanderers    |
| 19  | TĐ     | Ryan Cassidy             | 2 tháng 3, 2001 (17 tuổi)  | Watford             |
| 20  | TV     | Conor Grant              | 23 tháng 7, 2001 (16 tuổi) | Sheffield Wednesday |

### Bosnia và Herzegovina
Bosnia và Herzegovina công bố đội hình vào ngày 24 tháng 4 năm 2018.
Huấn luyện viên: Sakib Malkočević
| 0#0 | Vị trí | Cầu thủ           | Ngày sinh và tuổi          | Câu lạc bộ    |
| --- | ------ | ----------------- | -------------------------- | ------------- |
| 1   | TM     | Luka Kačavenda    | 1 tháng 11, 2001 (16 tuổi) | Vojvodina     |
| 2   | HV     | Elvir Muminović   | 2 tháng 3, 2001 (17 tuổi)  | Sion          |
| 3   | HV     | Dino Islamović    | 23 tháng 1, 2001 (17 tuổi) | Sarajevo      |
| 4   | TV     | Dragan Matković   | 9 tháng 6, 2001 (16 tuổi)  | Vojvodina     |
| 5   | HV     | Stefan Rankić     | 13 tháng 1, 2001 (17 tuổi) | Union Berlin  |
| 6   | HV     | Robert Voloder    | 9 tháng 5, 2001 (16 tuổi)  | Köln          |
| 7   | TV     | Edin Mujić        | 27 tháng 1, 2001 (17 tuổi) | Željezničar   |
| 8   | TV     | Alen Mehić        | 23 tháng 2, 2001 (17 tuổi) | Atalanta      |
| 9   | TĐ     | Kristijan Stanić  | 20 tháng 4, 2001 (17 tuổi) | Zrinjski      |
| 10  | TĐ     | Ajdin Hasić       | 17 tháng 2, 2001 (17 tuổi) | Dinamo Zagreb |
| 11  | TĐ     | Denil Badžak      | 2 tháng 3, 2001 (17 tuổi)  | Augsburg      |
| 12  | TM     | Belmin Dizdarević | 9 tháng 8, 2001 (16 tuổi)  | Sarajevo      |
| 13  | HV     | Nemanja Nikolić   | 21 tháng 2, 2001 (17 tuổi) | Sarajevo      |
| 14  | TV     | Farid Baćevac     | 17 tháng 2, 2001 (17 tuổi) | Köln          |
| 15  | HV     | Andrej Đokanović  | 1 tháng 3, 2001 (17 tuổi)  | Sarajevo      |
| 16  | HV     | Asim Muratović    | 7 tháng 5, 2001 (16 tuổi)  | Sloboda Tuzla |
| 17  | TĐ     | Malik Memišević   | 15 tháng 7, 2001 (16 tuổi) | Werder Bremen |
| 18  | HV     | Vedad Radonja     | 6 tháng 9, 2001 (16 tuổi)  | Dinamo Zagreb |
| 19  | TĐ     | Elmin Herić       | 14 tháng 3, 2001 (17 tuổi) | Köln          |
| 20  | TV     | Armin Šarić       | 21 tháng 3, 2001 (17 tuổi) | Sarajevo      |

### Đan Mạch
Đan Mạch công bố đội hình vào ngày 16 tháng 4 năm 2018.
Huấn luyện viên: Michael Pedersen
| 0#0 | Vị trí | Cầu thủ                 | Ngày sinh và tuổi           | Câu lạc bộ    |
| --- | ------ | ----------------------- | --------------------------- | ------------- |
| 1   | TM     | Andreas Søndergaard     | 17 tháng 1, 2001 (17 tuổi)  | Wolves        |
| 2   | HV     | Mikkel Lassen           | 19 tháng 6, 2001 (16 tuổi)  | AGF           |
| 3   | HV     | Mathias Jensen          | 15 tháng 1, 2001 (17 tuổi)  | AaB           |
| 4   | HV     | Tobias Anker            | 6 tháng 3, 2001 (17 tuổi)   | Midtjylland   |
| 5   | HV     | Christoffer Petersen    | 13 tháng 1, 2001 (17 tuổi)  | Randers Freja |
| 6   | TV     | Jacob Steen Christensen | 25 tháng 6, 2001 (16 tuổi)  | Nordsjælland  |
| 7   | TĐ     | Oliver Villadsen        | 16 tháng 11, 2001 (16 tuổi) | Nordsjælland  |
| 8   | TV     | Jeppe Pedersen          | 3 tháng 3, 2001 (17 tuổi)   | AaB           |
| 9   | TĐ     | Muamer Brajanac         | 15 tháng 2, 2001 (17 tuổi)  | Brøndby       |
| 10  | TĐ     | Nikolas Dyhr            | 18 tháng 6, 2001 (16 tuổi)  | Midtjylland   |
| 11  | TĐ     | Oliver Tølbøll Rimmen   | 7 tháng 5, 2001 (16 tuổi)   | Nordsjælland  |
| 12  | TV     | Gustav Isaksen          | 19 tháng 4, 2001 (17 tuổi)  | Midtjylland   |
| 14  | TV     | Morten Frendrup         | 7 tháng 4, 2001 (17 tuổi)   | Brøndby       |
| 15  | HV     | Thomas Gundelund        | 6 tháng 11, 2001 (16 tuổi)  | Vejle BK      |
| 16  | TM     | Daniel Andersen         | 31 tháng 5, 2001 (16 tuổi)  | AGF           |
| 17  | TĐ     | Gustav Mogensen         | 19 tháng 4, 2001 (17 tuổi)  | AGF           |
| 18  | TĐ     | Andreas Kirkeby         | 1 tháng 2, 2001 (17 tuổi)   | København     |
| 20  | TV     | Andreas Pyndt Andersen  | 4 tháng 3, 2001 (17 tuổi)   | Brøndby       |
| 21  | TĐ     | Mikkel Kaufmann         | 3 tháng 1, 2001 (17 tuổi)   | AaB           |
| 24  | HV     | Thomas Christiansen     | 19 tháng 4, 2001 (17 tuổi)  | AaB           |

### Bỉ
Bỉ công bố đội hình vào ngày 23 tháng 4 năm 2018.
Huấn luyện viên: Thierry Siquet
| 0#0 | Vị trí | Cầu thủ             | Ngày sinh và tuổi          | Câu lạc bộ        |
| --- | ------ | ------------------- | -------------------------- | ----------------- |
| 1   | TM     | Nick Shinton        | 10 tháng 5, 2001 (16 tuổi) | Club Brugge       |
| 2   | HV     | Lucas Lissens       | 25 tháng 7, 2001 (16 tuổi) | Anderlecht        |
| 3   | HV     | Siebe Vandermeulen  | 2 tháng 1, 2001 (17 tuổi)  | Genk              |
| 4   | TV     | Lars Dendoncker     | 3 tháng 4, 2001 (17 tuổi)  | Club Brugge       |
| 5   | HV     | Loïc Masscho        | 2 tháng 10, 2001 (16 tuổi) | Anderlecht        |
| 6   | TV     | Nicolas Raskin      | 23 tháng 2, 2001 (17 tuổi) | Gent              |
| 7   | TĐ     | Yorbe Vertessen     | 8 tháng 1, 2001 (17 tuổi)  | PSV Eindhoven     |
| 8   | TV     | Yari Verschaeren    | 12 tháng 7, 2001 (16 tuổi) | Anderlecht        |
| 9   | TĐ     | Gabriel Lemoine     | 26 tháng 3, 2001 (17 tuổi) | Club Brugge       |
| 10  | TĐ     | Mathis Suray        | 26 tháng 7, 2001 (16 tuổi) | Anderlecht        |
| 11  | TĐ     | Sekou Sidibe        | 5 tháng 5, 2001 (16 tuổi)  | PSV Eindhoven     |
| 12  | TM     | Maarten Vandevoordt | 26 tháng 2, 2002 (16 tuổi) | Genk              |
| 13  | TV     | Elias Sierra        | 25 tháng 8, 2001 (16 tuổi) | Genk              |
| 14  | HV     | Killian Sardella    | 2 tháng 5, 2002 (16 tuổi)  | Anderlecht        |
| 15  | TV     | Halim Timassi       | 1 tháng 9, 2001 (16 tuổi)  | Anderlecht        |
| 16  | TĐ     | Largie Ramazani     | 27 tháng 2, 2001 (17 tuổi) | Manchester United |
| 17  | TV     | Amadou Mvom Onana   | 16 tháng 8, 2001 (16 tuổi) | TSG Hoffenheim    |
| 18  | TĐ     | Tibo Persyn         | 13 tháng 3, 2002 (16 tuổi) | Club Brugge       |
| 19  | TĐ     | Jamie Yayi Mpie     | 22 tháng 5, 2001 (16 tuổi) | Sampdoria         |
| 20  | TĐ     | Jérémy Doku         | 27 tháng 5, 2002 (15 tuổi) | Anderlecht        |

## Bảng D

### Serbia
Serbia công bố đội hình vào ngày 24 tháng 4 năm 2018.
Huấn luyện viên: Ivan Jević
| 0#0 | Vị trí | Cầu thủ               | Ngày sinh và tuổi          | Câu lạc bộ        |
| --- | ------ | --------------------- | -------------------------- | ----------------- |
| 1   | TM     | Luka Krstović         | 31 tháng 5, 2001 (16 tuổi) | Red Star Belgrade |
| 2   | HV     | Stefan Radmanovac     | 8 tháng 9, 2001 (16 tuổi)  | Partizan          |
| 3   | HV     | Matija Gocobija       | 18 tháng 1, 2001 (17 tuổi) | Kiker             |
| 4   | TV     | Kristijan Belić       | 25 tháng 3, 2001 (17 tuổi) | West Ham United   |
| 5   | HV     | Bojan Balaž           | 5 tháng 1, 2001 (17 tuổi)  | Partizan          |
| 6   | HV     | Strahinja Eraković    | 22 tháng 1, 2001 (17 tuổi) | Red Star Belgrade |
| 7   | TĐ     | Marko Dedijer         | 8 tháng 5, 2001 (16 tuổi)  | Red Star Belgrade |
| 8   | TV     | Ivan Ilić             | 17 tháng 3, 2001 (17 tuổi) | Red Star Belgrade |
| 9   | TĐ     | Borisav Burmaz        | 21 tháng 4, 2001 (17 tuổi) | Red Star Belgrade |
| 10  | TV     | Milutin Vidosavljević | 21 tháng 2, 2001 (17 tuổi) | Čukarički         |
| 11  | TĐ     | Dragoljub Savić       | 25 tháng 4, 2001 (17 tuổi) | Vojvodina         |
| 12  | TM     | Lazar Slavkovic       | 3 tháng 3, 2002 (16 tuổi)  | Partizan          |
| 13  | TV     | Nikola Marjanović     | 21 tháng 5, 2001 (16 tuổi) | Brodarac          |
| 14  | HV     | Danilo Mitrović       | 21 tháng 3, 2001 (17 tuổi) | Vojvodina         |
| 15  | TV     | Martin Novaković      | 15 tháng 1, 2001 (17 tuổi) | Partizan          |
| 16  | HV     | Đorđe Jovanović       | 7 tháng 1, 2001 (17 tuổi)  | Brodarac          |
| 17  | TĐ     | Njegoš Kupusović      | 22 tháng 2, 2001 (17 tuổi) | Red Star Belgrade |
| 18  | TĐ     | Jovan Đermanović      | 21 tháng 2, 2001 (17 tuổi) | VfB Stuttgart     |
| 19  | TV     | Dejan Zukić           | 7 tháng 5, 2001 (16 tuổi)  | Vojvodina         |
| 20  | TV     | Bogdan Jocic          | 11 tháng 1, 2001 (17 tuổi) | Red Star Belgrade |

### Hà Lan
Hà Lan công bố đội hình vào ngày 23 tháng 4 năm 2018.
Huấn luyện viên: Kees van Wonderen
| 0#0 | Vị trí | Cầu thủ               | Ngày sinh và tuổi           | Câu lạc bộ       |
| --- | ------ | --------------------- | --------------------------- | ---------------- |
| 1   | TM     | Mees Bakker           | 11 tháng 3, 2001 (17 tuổi)  | AZ               |
| 2   | HV     | Shurandy Sambo        | 19 tháng 8, 2001 (16 tuổi)  | PSV Eindhoven    |
| 3   | HV     | Liam van Gelderen     | 23 tháng 3, 2001 (17 tuổi)  | Ajax             |
| 4   | HV     | Ramon Hendriks        | 18 tháng 7, 2001 (16 tuổi)  | Feyenoord        |
| 5   | HV     | Nordin Musampa        | 13 tháng 10, 2001 (16 tuổi) | Ajax             |
| 6   | TV     | Bram Franken          | 14 tháng 2, 2001 (17 tuổi)  | AZ               |
| 7   | TĐ     | Nigel Thomas          | 1 tháng 2, 2001 (17 tuổi)   | PSV Eindhoven    |
| 8   | TV     | Wouter Burger         | 16 tháng 2, 2001 (17 tuổi)  | Feyenoord        |
| 9   | TĐ     | Daishawn Redan        | 2 tháng 2, 2001 (17 tuổi)   | Chelsea          |
| 10  | TĐ     | Quinten Timber        | 17 tháng 6, 2001 (16 tuổi)  | Ajax             |
| 11  | TĐ     | Mohammed Ihattaren    | 12 tháng 2, 2002 (16 tuổi)  | PSV Eindhoven    |
| 12  | TV     | Ryan Gravenberg       | 16 tháng 5, 2002 (15 tuổi)  | Ajax             |
| 13  | TĐ     | Elayis Tavsan         | 30 tháng 4, 2001 (17 tuổi)  | Sparta Rotterdam |
| 14  | TĐ     | Christopher Mamengi   | 3 tháng 4, 2001 (17 tuổi)   | FC Utrecht       |
| 15  | HV     | Jurriën Timber        | 17 tháng 6, 2001 (16 tuổi)  | Ajax             |
| 16  | TM     | Joey Koorevaar        | 22 tháng 2, 2001 (17 tuổi)  | Feyenoord        |
| 17  | TĐ     | Crysencio Summerville | 30 tháng 10, 2001 (16 tuổi) | Feyenoord        |
| 18  | TĐ     | Brian Brobbey         | 1 tháng 2, 2002 (16 tuổi)   | Ajax             |
| 19  | TĐ     | Toshio Lake           | 26 tháng 3, 2001 (17 tuổi)  | Feyenoord        |
| 20  | TV     | Kenzo Goudmijn        | 18 tháng 12, 2001 (16 tuổi) | Jong AZ          |

### Đức
Đức công bố đội hình vào ngày 25 tháng 4 năm 2018.
Huấn luyện viên: Michael Prus
| 0#0 | Vị trí | Cầu thủ                  | Ngày sinh và tuổi          | Câu lạc bộ               |
| --- | ------ | ------------------------ | -------------------------- | ------------------------ |
| 1   | TM     | Luca Unbehaun            | 27 tháng 2, 2001 (17 tuổi) | Borussia Dortmund        |
| 2   | HV     | Ramzi Ferjani            | 11 tháng 4, 2001 (17 tuổi) | Borussia Dortmund        |
| 3   | HV     | Noah Katterbach          | 13 tháng 4, 2001 (17 tuổi) | FC Köln                  |
| 4   | HV     | Antonis Aidonis          | 22 tháng 5, 2001 (16 tuổi) | TSG Hoffenheim           |
| 5   | HV     | Kevin Bukusu             | 27 tháng 2, 2001 (17 tuổi) | Bayer Leverkusen         |
| 6   | TV     | Tom Krauß                | 22 tháng 6, 2001 (16 tuổi) | RB Leipzig               |
| 8   | TV     | Matondo-Merveille Papela | 18 tháng 1, 2001 (17 tuổi) | Mainz                    |
| 9   | TĐ     | Leon Dajaku              | 12 tháng 4, 2001 (17 tuổi) | Stuttgart                |
| 10  | TV     | Amid Khan Agha           | 6 tháng 6, 2001 (16 tuổi)  | TSG Hoffenheim           |
| 11  | TĐ     | Oliver Batista Meier     | 16 tháng 2, 2001 (17 tuổi) | Bayern Munich            |
| 12  | TM     | Daniel Klein             | 13 tháng 3, 2001 (17 tuổi) | TSG Hoffenheim           |
| 13  | HV     | Louis Poznanski          | 24 tháng 5, 2001 (16 tuổi) | Bayern Munich            |
| 14  | HV     | Robin Kölle              | 17 tháng 2, 2001 (17 tuổi) | Wolfsburg                |
| 16  | TV     | Can Bozdogan             | 5 tháng 4, 2001 (17 tuổi)  | FC Köln                  |
| 17  | TĐ     | Fabrice Hartmann         | 2 tháng 3, 2001 (17 tuổi)  | RB Leipzig               |
| 18  | TV     | Max Brandt               | 2 tháng 6, 2001 (16 tuổi)  | Wolfsburg                |
| 19  | TĐ     | Kevin Grimm              | 14 tháng 2, 2001 (17 tuổi) | Stuttgart                |
| 20  | TV     | Per Lockl                | 7 tháng 3, 2001 (17 tuổi)  | Stuttgart                |
| 21  | TV     | Jonas Pfalz              | 8 tháng 1, 2001 (17 tuổi)  | Borussia Mönchengladbach |
| 22  | HV     | Lenny Borges             | 30 tháng 4, 2001 (17 tuổi) | Hamburger SV             |

### Tây Ban Nha
Tây Ban Nha công bố đội hình vào ngày 23 tháng 4 năm 2018.
Huấn luyện viên: Santi Denia
| 0#0 | Vị trí | Cầu thủ           | Ngày sinh và tuổi           | Câu lạc bộ        |
| --- | ------ | ----------------- | --------------------------- | ----------------- |
| 1   | TM     | Arnau Tenas       | 30 tháng 5, 2001 (16 tuổi)  | Barcelona         |
| 2   | HV     | Richard Dionkou   | 10 tháng 10, 2001 (16 tuổi) | Manchester City   |
| 3   | HV     | Miguel Gutiérrez  | 27 tháng 6, 2001 (16 tuổi)  | Real Madrid       |
| 4   | HV     | Eric García       | 9 tháng 1, 2001 (17 tuổi)   | Manchester City   |
| 5   | HV     | Ismael Armenteros | 7 tháng 4, 2001 (17 tuổi)   | Real Madrid       |
| 6   | TV     | Iván Morante      | 15 tháng 1, 2001 (17 tuổi)  | CD Roda           |
| 7   | TV     | Alejandro Baena   | 20 tháng 6, 2001 (16 tuổi)  | CD Roda           |
| 8   | TV     | Arnau Puigmal     | 10 tháng 1, 2001 (17 tuổi)  | Manchester United |
| 9   | TĐ     | Sergio Camello    | 10 tháng 2, 2001 (17 tuổi)  | Atlético Madrid B |
| 10  | TĐ     | Nabil Touaizi     | 1 tháng 2, 2001 (17 tuổi)   | Manchester City   |
| 11  | TĐ     | Bryan Gil         | 11 tháng 2, 2001 (17 tuổi)  | Sevilla           |
| 12  | HV     | Xavi Estacio      | 24 tháng 3, 2001 (17 tuổi)  | Valencia          |
| 13  | TM     | Joan García       | 1 tháng 1, 2001 (17 tuổi)   | RCD Espanyol      |
| 14  | HV     | Alejandro Pérez   | 7 tháng 1, 2001 (17 tuổi)   | RCD Espanyol      |
| 15  | TV     | Xavi Sintes       | 5 tháng 8, 2001 (16 tuổi)   | San Francisco     |
| 16  | TV     | Óscar Castro      | 20 tháng 6, 2001 (16 tuổi)  | Atlético Madrid   |
| 17  | HV     | Jon Pacheco       | 8 tháng 1, 2001 (17 tuổi)   | Real Sociedad     |
| 18  | TV     | Adrián Bernabé    | 26 tháng 5, 2001 (16 tuổi)  | Barcelona         |
| 19  | TĐ     | Nils Mortimer     | 11 tháng 6, 2001 (16 tuổi)  | Barcelona         |
| 20  | TĐ     | Víctor Mollejo    | 21 tháng 1, 2001 (17 tuổi)  | Atlético Madrid B |